# Fantavision
FantaVision är ett Pusselspel till Playstation 2, utvecklat och utgivet av Sony Computer Entertainment och släpptes i Europa den 24 november 2000. Spelet fokuserar mycket på fyrverkerier inom färg- och symbolmatchning. Spelet är ett av de första spelen till Playstation 2.

## Gameplay
I detta spel fylls hela TV-skärmen av fyrverkerier och lysraketer, där de svävar under en stund tills de ger sig iväg. Spelaren styr en sorts riktlinjestråle som kan infånga fyrverkerier och lysraketer. Målet är att stränga minst tre eller flera fyrverkerier av samma färg, och sedan detonera dem. De fyrverkerier som inte detoneras inom en viss tid betraktas som missade fyrverkerier och orsakar att en spelmätare på skärmen sjunker. Om spelmätaren är tömd tar spelet slut. Bland de olika fyrverkerier som detoneras visas också vita stjärnor på TV-skärmen under spelets gång. Dessa stjärnor kan fångas och detoneras tillsammans med en befintlig montering av tre eller flera fyrverkerier. För varje stjärna som infångas på detta vis erhåller spelaren en bokstav av ordet "Starmine". När spelaren samlar in alla åtta bokstäverna till ordet kommer en stor glödande ”starmine” fram på skärmen. Om spelaren fångar den och detonerar den på minst tre färgade fyrverkerier uppstår det ett temporärt bonusläge där ett stort antal fyrverkerier visas i raskt tempo. Ju fler fyrverkerier som detoneras med en Starmine, desto längre varar bonusläget. Under varje nivå befinner man sig i en mörk stad som fungerar som kuliss, där spelet äger rum. Det finns totalt åtta kapitel i fyra olika platser. Det finns också ett flerspelarläge i spelet, där två spelare kan tävla mot varandra. 